# 禄口街道
禄口街道，是中华人民共和国江苏省南京市江宁区下辖的一个乡镇级行政单位。

## 行政区划
禄口街道下辖以下地区：
永兴社区、白云路社区、茅亭社区、机场社区、铜山社区、陆纲社区、山塘社区、群力社区、新生社区、高伏社区、谢村社区、彭福社区、上穆社区、钟村社区、陶东社区、杨树湾村、成功村、张桥村、马铺村、秦村、黄桥村、桑园村、陈巷村、徒盖村、尚洪村、石埝村、小彭村、曹村、埂方村和溧塘村。